# Ganthet
Ganthet è un personaggio dei fumetti DC Comics. È apparso per la prima volta nella storia Green Lantern: Ganthet's Tale di John Byrne e Larry Niven.

## Caratteristiche salienti
Ganthet è uno dei Guardiani dell'Universo. Tuttavia, mentre molti dei Guardiani sono personaggi molto stereotipati e statici, Ganthet possiede una personalità quasi umana, inclusa una dimostrazione di empatia e di interesse per i singoli individui, invece di pensare solo al Corpo delle Lanterne Verdi. In vari crossover della DC, Ganthet fu mostrato come parte della Quintessenza, un gruppo di esseri quasi onnipotenti che vigila sui risultati di ciò che accade sulla Terra.
Sebbene sia stato spesso descritto come somigliante agli altri Guardiani, solitamente Ganthet si contraddistingue a causa del fatto che si lega i capelli in una coda, mentre gli altri Guardiani portano una capigliatura trasandata e scarmigliata.

## Biografia del personaggio

### Ganthet's Tale
Il fumetto Ganthet's Tale di Larry Niven racconta la storia del primo incontro di Hal Jordan con Ganthet. A Jordan fu chiesto di aiutare Ganthet a sconfiggere un Guardiano rinnegato, Dawlakispokpok (o in breve Dawly), che sta cercando di utilizzare una macchina del tempo per modificare il passato. Agli inizi del pianeta Oa, uno scienziato di nome Krona tentò di utilizzare la macchina del tempo per assistere all'inizio del tempo. Utilizzando tale macchina, krona "dissanguò" la storia di circa due miliardi di anni di vita. Dawly intendeva utilizzare la propria macchina del tempo per spingere Krona alla fine del tempo, impedendo così che mettesse in atto il suo piano. Durante la battaglia tra di loro, si scoprì che Dawly era il responsabile dell'incidente che fece sì che l'universo rinascesse "vecchio". Quando la famiglia di Dawly fu portata dinanzi ai Guardiani, Ganthet protesse la mente di Jordan, permettendogli di conservare uno dei più grandi segreti dei Guardiani.

### Emerald Twilight
Dopo la distruzione di Coast City (nella storia Il Regno dei Supermen), la conseguente pazzia di Hal Jordan, e la distruzione della Batteria del Potere Centrale, i Guardiani decisero di concentrare tutti i poteri rimanenti su Ganthet. Come tale, Ganthet rimase l'unico Guardiano. Creò un nuovo anello del potere da quello di Jordan (che fu distrutto dopo che la ex Lanterna Verde ebbe assassinato Sinestro) e andò sulla Terra. Comparve dinanzi a Kyle Rayner, donandogli frettolosamente il nuovo anello, borbottando qualcosa come "Dovrai farlo!".
Fu più tardi rivelato che Ganthet fece prima visita a Guy Gardner, ma che questi rifiutò l'offerta. Durante i primi mesi di Kyle Rayner come Lanterna Verde, Ganthet si ritrovò meno che soddisfatto della sua scelta e tentò di riprendersi l'anello. Infine, Ryner conquistò la fiducia del Guardiano affrontando Parallax senza l'ausilio del prezioso oggetto.

### La Quintessenza
Ganthet divenne parte di un circolo di esseri cosmici, inclusi (solitamente) Shazam, Zeus, l'Altopadre e lo Straniero Fantasma, che occupano il loro tempo osservando l'universo e consigliandosi l'un l'altro.

### Ion e i nuovi Guardiani
Quando Rayner divenne per un breve periodo Ion, l'incarnazione della volontà, possedette più potere di quanto ne ebbe Jordan quando era posseduto da Parallax. Capendo che non poteva vivere come Ion senza perdere la propria umanità, Kyle viaggiò fino alla recente nuova Oa per ricaricare la batteria del Potere Centrale. Facendo ciò, creò una nuova gamma di Guardiani, questa volta come bambini piccoli (sia maschi che femmine), con l'intento di farli crescere sotto la guida di Ganthet, così che sarebbero potuti essere dei Guardiani migliori dei loro predecessori. Dopo che uno di questi bambini, Lianna, scomparve e fu più tardi rivelato che era cresciuta prematuramente, Ganthet invitò le Zamaron su Oa così che lo potessero aiutare in questa nuova attività.

### Le Guerre di Luce
Ganthet giocò un ruolo fondamentale nella resurrezione di Hal Jordan, che fu rivelato essere sotto l'influenza dell'entità della paura nota come Parallax in Green Lantern: Rebirth. Dopo la resurrezione di Hal Jordan, tutti i Guardiani erano cresciuti fino all'età adulta ed erano freddi e manipolatori come i propri predecessori. L'unico cambiamento era che c'erano Guardiani sia maschi che femmine. Ganthet manteneva sempre un senso di individualità tra i Guardiani, credendo che avrebbero ripreso le proprie emozioni, insieme ad un altro Guardiano, Sayd, che è l'unica che condivide il suo pensiero.
Durante la Guerra contro i Sinestro Corps, lui e Sayd furono cacciati dal consiglio dei Guardiani per aver abbracciato le emozioni, ed aver scoperto l'uno nell'altra dei sentimenti romantici.
Non appena Parallax attaccò le Lanterne Verdi per liberare Kyle Rayner, Ganthet e Sayd arrivarono e divisero Parallax in quattro lanterne separate (rispettivamente in quelle di Hal, Kyle John e di Guy). Come spiegò Ganthet, lui e Sayd erano stati sbattuti fuori dai Guardiani dell'Universo. L'azione finale di Ganthet come Guardiano fu di donare a Kyle il suo anello del potere. Chiese anche che Kyle divenisse una normale Lanterna Verde, cosa che questi accettò velocemente. I quattro uomini presero le proprie lanterne e sentirono il giuramento dei Sinestro Corps, recitarono quello classico delle Lanterne Verdi, e partirono a confrontarsi contro i Sinestro Corps.
Ganthet e Sayd spiegarono ai quattro anche che lo spettro emozionale all'inizio dell'universo è separato in sette colori diversi: verde (volontà), giallo (paura), viola (amore), rosso (rabbia), indaco (compassione), arancione (avarizia), e blu (speranza), ognuno rappresentante diverse forme d'emozione, di cui il verde rappresenta il più equilibrato delle energie. Più un colore si trova agli opposti dello spettro emozionale, più è difficile controllare il suo potere, portando le energie a corrompere chi le usa. Ganthet rivelò anche che in un futuro imminente, ogni colore avrebbe avuto una propria forza, come il Corpo delle Lanterne Verdi, e che queste forze si sarebbero battute una contro l'altra in una battaglia che avrebbe preso parte in tutto l'universo e che avrebbe portato ad un evento conosciuto come La notte più profonda, la peggiore delle profezie nascoste del Libro di Oa.
Alla fine di Sinestro Corps War, Ganthet e Sayd vivevano sul pianeta Odym, dove presero l'energia blu della speranza e la utilizzarono per forgiare una nuova forza di polizia intergalattica al fine di aiutare i Guardiani e le Lanterne Verdi nell'imminente battaglia contro "La notte più profonda" creando le batterie blue del potere e i rispettivi anelli. La prima delle Lanterne Blu è un alieno di nome Saint Bro'Dee Walker o Saint Walker. Il secondo è Warth, un alieno simile ad un elefante del settore 2. Secondo Saint Walker, Warth avrebbe eletto un terzo candidato dal settore 3 e questi ne avrebbe scelto un altro del settore 4 e via discorrendo. Successivamente, Ganthet rivelò alle Lanterne Blu che lui e Sayd volevano creare un'alleanza con coloro che avevano il potere del colore indaco della compassione insieme ad Oa. Tuttavia, Ganthet, Sayd, e le Lanterne Blu si ritrovarono attaccati dall'Agente Arancione dato che questi cercava il potere da loro posseduto. Furono infine salvati da Hal Jordan, accompagnato da Sinestro, Carol Ferris, e dal membro della tribù Indaco Indigo-1.
Ganthet e Sayd andarono quindi in cerca dell'aiuto di Atrocitus e di Larfleeze per ricreare la "luce bianca della creazione" con i loro salvatori. Al fine di convincere Larfleeze a cooperare, Sayd offrì la propria servitù all'Agente Arancione, che espresse il desiderio di avere un proprio Guardiano. Ganthet protestò per tale decisione. Successivamente Ganthet e Sayd arrivarono a Coast City per aiutare gli eroi della Terra nel tentativo di liberare i Guardiani dalla Batteria Nera del Potere.

## Altri media

### Televisione
- Ganthet, insieme agli altri Guardiani dell'Universo, comparve nell'episodio "Super papero terrestre" della serie animata Duck Dodgers. Duck Dodgers si riferì sarcasticamente a lui chiamandolo Grande Puffo.
- È apparso anche nella serie animata Lanterna Verde.

### Film
- Ganthet comparve nel film animato Lanterna Verde: Prima missione. Comparve come silente sostenitore di Hal Jordan e lo aiutò a ritrovare il suo anello durante la battaglia finale contro Sinestro.
- Ganthet comparve nel film animato Lanterna Verde - I cavalieri di smeraldo.

### Videogiochi
- Ganthet comparve anche nello sfondo del Corpo delle Lanterne Verdi nel videogioco Mortal Kombat vs DC Universe.